# Cocom
Cocom, formellt CoCom, (Coordinating Committee on Multilateral Export Controls, ung. Samordningskommittén för flersidig exportstyrning, tidigare: Coordinating Committee for East West Trade Policy) grundades 22 november 1949 och inledde sitt arbete 1 januari 1950. Kommittén hade sitt säte i Paris och hade USA som sin största uppbackare. Dess uppdrag var att förhindra att länder under sovjetiskt inflytande (Comecon (SEV)) och Folkrepubliken Kina fick tillgång till modern teknologi. Framförallt gällde detta vapenteknik, kärnteknik och industriellt vetande. Förutom på vapenområdet fick Cocoms arbete långtgående konsekvenser när det gällde utvecklingen av elektronik och datorisering i östblocket. Ofta hänvisade man helt enkelt till den så kallade "Cocom-listan", som tog upp de teknikområden som belagts med exportförbud. Efter hand togs föråldrad teknik bort från listan och nya områden tillfördes. Embargot kan ses som lyckat, då socialistblocket drabbades av växande utvecklingskostnader och så småningom hamnade på efterkälken teknologiskt sett.
I Cocom ingick 17 medlemsstater: Australien, Belgien, Danmark, Västtyskland, Frankrike, Grekland, Italien, Japan, Kanada, Luxemburg, Nederländerna, Norge, Portugal, Spanien, Turkiet, Storbritannien och Förenta staterna. Förutom dessa fanns stater som var tätt bundna till CoCom: Finland, Irland, Sydkorea, Nya Zeeland, Schweiz, Sverige och Österrike.
Utskottets arbete innefattade tre områden: framställning av förbudslistor,  inhämtande av kunnande för att hålla listorna à jour och  uppföljning av listornas genomslagskraft.
Medlemsstaternas handelsdepartement kunde ansöka om dispens av ekonomiska skäl.
Cocoms viktigaste maktmedel var hot som sanktioner. Firmor som inte höll sig till reglerna kunde sättas på en "svart lista", vilket uteslöt företaget från viktiga amerikanska upphandlingar. Under den amerikanske presidenten Ronald Reagan gjordes under åttiotalet särskilda ansträngningar för att bekämpa främmande makts industrispionage och olaglig teknologiexport. Ändå var vissa företag i Väst villiga att, mot ett stort bojkottspåslag, exportera högtekniska varor till Öst. I vissa fall utnyttjades bulvaner.
I DDR hade Ministeriet för utrikeshandel (genom avdelningen KoKo) och Ministeriet för statssäkerhet (genom underrättelsetjänsten HV A) ansvaret för att också med mer ljusskygga metoder anskaffa högteknologi och embargovaror såsom kraftfulla datorer, anläggningar för tillverkning av halvledarminnen och militärteknik. Västs säkerhetstjänster var tack vare DDR-avhoppare välunderrättade om metoderna, men hade ofta av politiska skäl små möjligheter att ingripa.
Medlemsländerna beslöt gemensamt att upplösa Cocom 31 mars 1994, men exportförbudslistorna underhölls ändå. I december 1995 upprättades istället Wassenaar-avtalet, där även Ryssland och flera gamla östblocksstater ingår.